# Lomsjön (Flens socken, Södermanland)
Lomsjön är en sjö i Flens kommun i Södermanland och ingår i Nyköpingsåns huvudavrinningsområde.